# Cuitlatec
El cuitlatec és una llengua indígena de Mèxic, en l'actualitat extinta i que anteriorment s'havia parlat al territori de l'actual estat de Guerrero pels cuitlatecs. Aquesta llengua no ha de confondre's amb el cuicatec.

## Distribució geogràfica i historia
El cuitlatec es va parlar en l'estat mexicà de Guerrero. Cap a 1930, la llengua només sobrevivia en San Miguel Totolapan. L'última parlant de li llengua, Juana Ca, es creu que va morir en els anys 1960.
Possiblement les persones de la cultura Mezcala, o part d'ells, eren parlants de cuitlatec. El nom cuitlatec és un exònim despectiu, que els mexica van donar a aquest poble. Literalment cuitlatec prové del nàhuatl cuitlatl 'excrement', i encara es desconeix la raó concreta perquè van usar un gentilici així de despectiu per referir-se als cuitlatecs, a pesar que els mexica freqüentment van usar noms despectius per als pobles rivals.

## Classificació
No s'ha provat satisfactòriament que el cuitlatec estigui emparentat amb cap altra família de llengües d'Amèrica, per la qual cosa es considera que és una llengua aïllada genuïna.

### Relació amb altres llengües
En la seva polèmica classificació de les llengües indígenes americanes, Joseph Greenberg i Merritt Ruhlen van especular amb el parentiu de cuitlatec i les llengües txibtxes, juntament amb una altra sèrie de llengües mesoamericanes i sud-americanes usualment considerades per altres autors sense relació. Per altra banda, R. Escalante suggerí una possible relació amb la família uto-asteca. Cap d'aquestes propostes té acceptació general.

## Descripció lingüística

### Fonologia
L'inventari consonàntic del cuitlatec vé donat per:
|            | Bilabial | Dental | Palatal | Velar | Labio-velar | Glotal |
| Oclusiva   | p b      | t d    |         | k ɡ   | kʷ          | ʔ      |
| Africada   |          |        | tʃ      |       |             |        |
| Fricativa  |          | ɬ      | ʃ       |       |             | h      |
| Nasal      | m        | n      |         |       |             |        |
| Aproximant |          | l      | j       |       | w           |        |

Els sons /f/, /s/, /r/ y /ɾ/ només es troben préstecs lèxico del castellà.
L'inventari vocàlic del cuitlatec és el següene:
|         | Anterior | Central | Posterior |
| ------- | -------- | ------- | --------- |
| Tancada | i        | ɨ       | u         |
| Oberta  | e        | a       | o         |

### Gramàtica
Les oracions transitives usualment tenen l'ordre sintàctic SVO i l'adjectiu precedeix al nom al que modifica.